# Hispaniolakerkuil
De Hispaniolakerkuil (Tyto glaucops) is een uil uit de familie van kerkuilen (Tytonidae).

## Verspreiding en leefgebied
Deze soort is endemisch op Hispaniola, een eiland in de Caribische Zee.